# Miejski Zakład Komunikacji w Koszalinie
Miejski Zakład Komunikacji w Koszalinie – miejski przewoźnik transportowy Koszalina.
Miasto posiada 18 linii całorocznych, w tym 3 linie podmiejskie oraz dwie linie sezonowe. Łączny tabor wynosi 75 autobusów. Na linie wyjeżdża codziennie 90 procent taboru niskopodłogowego. Do 2004 roku MZK Koszalin pozbyło się wszystkich autobusów marki Ikarus, a wcześniej zrobiono to ze wszystkimi autobusami Jelcz. Obecnie koszaliński przewoźnik pozbywa się też turystycznych autobusów marki DAB oraz najstarszych autobusów marki MAN. Po Koszalinie kursują obecnie najnowsze autobusy Scania Citywide LF CN280UB 4x2 EB, Volvo 7900 Hybrid 12,1 m oraz MAN-y NL293 10,5 Lion’s City M. Od 2021 MZK Koszalin powiększyło swój park taborowy o łącznie 20 używanych autobusów. Są to Scania Omnicity z PKM Jaworzno, Scania Citywide LF będące wcześniej własnością firmy Warbus a także autobusy przegubowe MAN Lion's City GL zakupione z Bremy. W Koszalinie od 1 listopada 2011 roku nie ma autobusów nocnych.

## Innowacje
W 2006 roku MZK Koszalin jako pierwsze przedsiębiorstwo w Polsce zastosowało na przystankach „rozkłady elektroniczne”, które są wyświetlane na 19-calowych wyświetlaczach ciekłokrystalicznych. Na początek jest zamontowanych pięć takich urządzeń, jednak docelowo mają się pojawić na każdym z 201 przystanków w mieście. Jedno urządzenie kosztuje ok. 6 tys. złotych.
W latach 2019–2020 wprowadzono biletomaty w każdym pojeździe. W tym samym okresie miało miejsce wprowadzenie systemu informacji pasażerskiej w postaci ekranów LCD we większości pojazdów. Wyświetlacze pokazują przebieg trasy, kierunek, datę oraz rozkładowy odjazd z przystanków bieżącego kursu. W latach 2017–2018 wprowadzono zapowiedzi głosowe w pojazdach oraz w niektórych na zewnątrz, komunikaty zewnętrzne informują o numerze linii oraz jej kierunku.

## Tabor

### Autobusy[3]

#### Obecnie eksploatowane
| Model                               | Liczba egzemplarzy | Rok produkcji | Przykładowe zdjęcie | Uwagi                                                                                              |
| ----------------------------------- | ------------------ | ------------- | ------------------- | -------------------------------------------------------------------------------------------------- |
| DAB 1200B                           | 1                  | 1995          |                     | (#1144)                                                                                            |
| Scania OmniCity CN230UB 4x2 EB      | 5                  | 2006          |                     | (#2026, #2027, #2028, #2029, #2030)                                                                |
| Scania OmniCity CN270UB 4x2 EB      | 10                 | 2006–2009     |                     | (#2001, #2002, #2003, #2004, #2005, #2031, #2032, #2033, #2034, #2035)                             |
| Mercedes Sprinter 515 CDI           | 1                  | 2008          |                     | (#2006)                                                                                            |
| Scania CN280UB 4x2 EB               | 12                 | 2009–2012     |                     | (#2011, #2012, #2013, #2014, #2015, #2016, #2060, #2061, #2063, #2064, #2065, #2066)               |
| MAN NL283 Lion’s City               | 4                  | 2010, 2013    |                     | (#2008, #2009, #2019, #2020)                                                                       |
| Scania OmniCity CN280UA 6x2/2 EB    | 2                  | 2011, 2012    |                     | (#2010, #2017)                                                                                     |
| MAN NL253 10,5 Lion’s City M        | 2                  | 2014          |                     | (#2021, #2022)                                                                                     |
| Ford Transit VIII                   | 1                  | 2014          |                     | (#2025)                                                                                            |
| MAN NL293 10,5 Lion’s City M        | 7                  | 2017          |                     | (#2036, #2037, #2038, #2039, #2040, #2041, #2042)                                                  |
| Scania Citywide 12LF CN280UB 4x2 EB | 14                 | 2016, 2018    |                     | (#2043, #2044, #2045, #2046, #2047, #2048, #2049, #2067, #2068, #2069, #2070, #2071, #2072, #2073) |
| Volvo 7900 Hybrid 12,1 m            | 5                  | 2019          |                     | (#2052, #2053, #2054, #2055, #2056)                                                                |
| MMI Thesi                           | 2                  | 2020          |                     | (#2057, #2058)                                                                                     |
| MAN NG323 Lion’s City GL            | 6                  | 2009          |                     | (#2074, #2075, #2076, #2077, #2078, #2079)                                                         |
| Scania CN320UA 6x2/2 EB Citywide    | 3                  | 2015-2016     |                     | (2080, 2081, 2082)                                                                                 |

Średni wiek autobusów w MZK Koszalin wynosi 10,93 lat.

#### Wycofane[3]
- Ikarus 280.26
- Jelcz M11
- Jelcz PR110M
- Jelcz L11/2
- Jelcz PR110D Lux
- Jelcz PR110U
- Kapena City 7,5
- DAB 11-0860S
- DAB 7-1-TL11/8
- DAB 7-3-TL11/3
- DAB 7/12-1200B
- DAB 7-1200 L
- DAB 7-1024L
- Neoplan N4016
- Neoplan N4020
- DAB 15-1200C
- Mercedes Sprinter
- MAN NL 222
- MAN NG 312
- MAN NL 283
- Scania CN280UB
- MAN NG313

### Aktualny tabor pływający
| Nazwa    | Liczba egzemplarzy | Rok produkcji | Pojemność     | Przykładowe zdjęcie | Uwagi                                |
| -------- | ------------------ | ------------- | ------------- | ------------------- | ------------------------------------ |
| Koszałek | 1                  | 2009          | 67 pasażerów  |                     | Wykorzystanie tylko w sezonie letnim |
| Julek    | 1                  | 2021          | 110 pasażerów |                     | Wykorzystanie tylko w sezonie letnim |

## Usługi dodatkowe

### Stacje paliw
Miejski Zakład Komunikacji w Koszalinie prowadzi stacje paliw zlokalizowane na terenie Miasta Koszalin w poniższych lokalizacjach:
1. ul. Gnieźnieńska 9 - pracownik dostępny jest w dni powszednie od 6:00 do 20:00, w soboty, niedziele i święta 8:00 do 20:00,
2. ul. Wąwozowa 1A - pracownik dostępny jest w godzinach od 6:00 do 22:00 7 dni w tygodniu[6].

Od 7 marca 2024 roku, na terenie stacji paliw MZK dostępne są samoobsługowe automaty do tankowania, które umożliwiają całodobowe tankowanie przez klientów płacących kartą.

### Okręgowa stacja kontroli pojazdów
MZK Koszalin na terenie zajezdni przy ul. Gnieźnieńskiej 9 prowadzi badania techniczne pojazdów osobowych, ciężarowych, motocykli, przyczep, a także pojazdów zabytkowych.

## Nagrody
- Medal za zasługi dla Miasta Koszalina w roku 2000
- Pracodawca Organizator Pracy Bezpiecznej – II miejsce w roku 2000
- Pracodawca Organizator Pracy Bezpiecznej – III miejsce w roku 2001
- Certyfikat Zarządzania Jakością w roku 2001
- Certyfikat Przedsiębiorstwo Fair Play 2001
- Złoty Koszaliński Denar w roku 2002
- Certyfikat „Dobre bo Polskie” w roku 2002
- Certyfikat Przedsiębiorstwo Fair Play 2002
- Złoty Certyfikat Przedsiębiorstwo Fair Play 2003
- Certyfikat Zintegrowanego Systemu Zarządzania Jakością, Środowiskowego i BHP – rok 2004
- Certyfikat Przedsiębiorstwo Fair Play 2004
- Tytuł „Usługa roku 2004” – przewozy pasażerskie
- Tytuł „Inwestycja roku 2004” (stacja paliw)
- Certyfikat Przedsiębiorstwo Fair Play i Złota Statuetka Przedsiębiorstwo Fair Play w roku 2005
- Tytuł „Usługa roku 2005” – przewozy pasażerskie
- Certyfikat „Najlepsze w Polsce” w roku 2005 – za punktualną i rzetelną usługę komunikacyjną dla ludności”
- Wyróżnienie w I edycji konkursu Regionalnej – Zachodniopomorskiej Nagrody Jakości w roku 2005
- Certyfikat i Brązowy Laur Przedsiębiorstwo Fair Play 2006
- Nominacja do Nagrody Głównej „Srebrny Niedźwiedź 2006”
- Tytuł „Usługa roku 2007” – za Transport pasażerski – komunikację miejską
- Certyfikat i Srebrny Laur Przedsiębiorstwo Fair Play 2007
- Certyfikat Zintegrowanego Systemu Zarządzania Jakością, Środowiskowego i BHP- rok 2007
- Certyfikat „Najlepsze w Polsce” 2008 – za „punktualną i rzetelną usługę komunikacyjną dla ludności”
- Tytuł „Usługa roku 2008” – za świadczenie usług przewozów pasażerskich
- Certyfikat i Złoty Laur Przedsiębiorstwo Fair Play w roku 2008
- Tytuł „Usługa roku 2009” – za świadczenie usług przewozów pasażerskich
- Tytuł „Inwestycja roku 2009” – System Dynamicznej Informacji Pasażerskiej Seasam TRAVELLER
- Certyfikat i Platynowy Laur Przedsiębiorstwo Fair Play w roku 2009
- Tytuł „Solidna Firma 2009”
- Tytuł „Usługa roku 2010” za przewozy pasażerskie przez jezioro Jamno statkiem „Koszałek”
- Tytuł „Inwestycja roku 2010” za przeprawę przez jezioro Jamno
- Tytuł „Inwestycja roku 2010” za stację paliw MZK Koszalin na ulicy ul. Wąwozowej 1a w Koszalinie